# Thomas Ι av Savojen
Thomas Ι av Savojen, född 1178, död 1233, var regerande greve av Savojen från 1189 till 1233.